# Козлово (Зав'яловський район)
Козло́во (рос. Козлово) — присілок в Зав'яловському районі Удмуртії, Росія.
Знаходиться на захід від Іжевська, обабіч столичної об'їзної дороги. Розташоване на правому березі річки Сепич.

## Населення
Населення — 51 особа (2010; 39 в 2002).
Національний склад станом на 2002 рік:
- удмурти — 69 %
- росіяни — 26 %

## Історія
До революції присілок входило до складу Сарапульського повіту Вятської губернії. За даними 10-ї ревізії 1859 року присілок Кечьгурт мало 14 дворів та 99 осіб, працювали млин та 2 кузні. При утворенні Вотської АО, присілок входить в Лудорвайську сільраду, але вже в 1925 році з неї виділяється окрема Козловська сільрада. В 1937 році центр сільради переноситься в Сепич, а 1941 року вона перейменовується в Сепичевську. В 1959 році сільрада приєднується до Совєтсько-Нікольської і утворюється єдина Підшиваловська сільська рада.

## Урбаноніми[5]
- вулиці — Миру, Свободи